# Euophrys nigrescens
Euophrys nigrescens là một loài nhện trong họ Salticidae.
Loài này thuộc chi Euophrys. Euophrys nigrescens được Lodovico di Caporiacco miêu tả năm 1940.